# Vilaflora
Vilaflora (en francès Villefloure) és un municipi francès situat al departament de l'Aude i a la regió d'Occitània.